# Jean-Auguste-Dominique Ingres

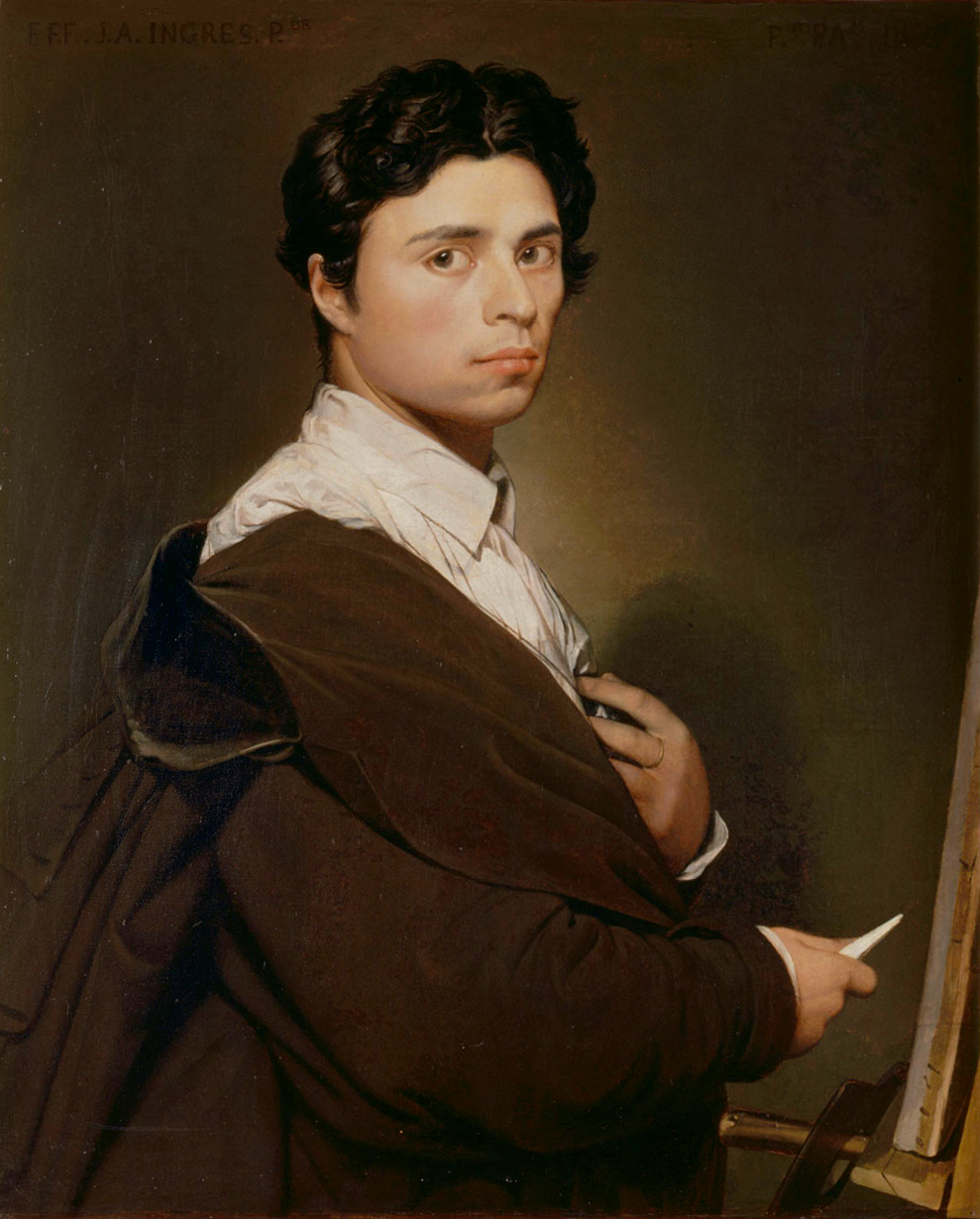
Zelfportret, 1804, Condé Museum

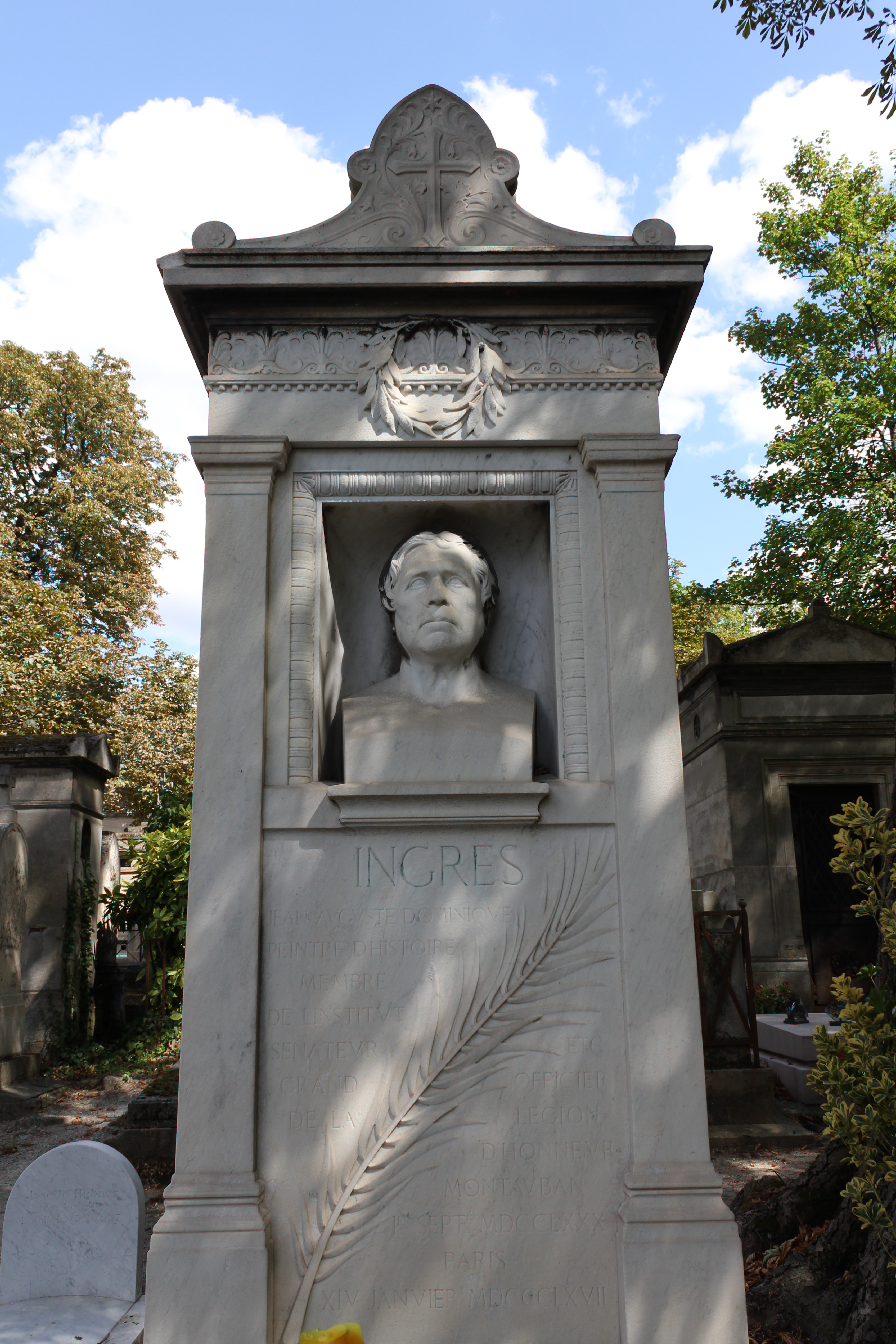
Ingres' graf op Père-Lachaise, Parijs

Jean-Auguste-Dominique Ingres (Montauban, 29 augustus 1780 - Parijs, 14 januari 1867) was een Franse kunstschilder. Ingres werd opgenomen in de exclusieve Orde Pour le Mérite.

## Biografie
Ingres kreeg zijn eerste lessen in de schilderkunst van zijn vader, Joseph Ingres, die beeldhouwer was. In 1791 ging hij naar de Academie in Toulouse en kwam in 1797 in Parijs bij Jacques-Louis David in de leer. In 1799 werd hij aangenomen aan de École des Beaux-Arts in Parijs. In 1801 won hij de Prix de Rome met het neoclassicistische werk Achilles ontvangt de afgezanten van Agamemnon. Er was echter geen geld en Ingres kon pas in 1806 vertrekken naar Italië.
Intussen begon hij portretten te tekenen en te schilderen op een wijze die sterk afweek van die van zijn leermeester, David. Bij de portretten streefde Ingres naar een voorname houding en een realistische weergave van kleding. Vooral het vrouwelijk schoon kreeg zijn aandacht. In Parijs kreeg zijn werk scherpe kritiek. De scherp omlijnde, precieze schilderwijze, waarin de penseelstreken onzichtbaar waren en de verf een vlakke techniek vertoonde, werd 'gotisch' genoemd.
Desondanks hield Ingres in de eerste helft van de 19e eeuw de waardigheid van het neoclassicisme in Frankrijk hoog. Hij werkte wel in een heel eigen stijl die doortrokken was van romantische fantasieën.
De houdingen en het decors variëren van doek tot doek. Uit alle werken spreekt eenzelfde voluptueuze, erotische sensualiteit, die met uiterst geraffineerde belijningen en vaak in heldere, felle kleuren tot uiting wordt gebracht. De dames in zijn werken dragen vaak gouden kettingen die de weelderige, gevulde schouders en armen accentueren. Vergeleken met latere portretschilders valt op dat er bij Ingres bijzonder weinig afstand is tussen geportretteerde en kunstenaar.
Ingres koos een lijnvoering die door haar absolute natuurgetrouwheid de vorm van het voorwerp duidelijk aangaf. Men meende dat de Grieken dit net zo hadden gedaan en gravures van Pompeï en Herculaneum zouden dit idee hebben versterkt. Maar Ingres’ lijnvoering ging verder dan de normale neoclassicistische tekening door in een hoogverfijnde vorm ook nog de zintuiglijke waarneming over te brengen.
Dit laatste deed hij onder meer door kleur, hoewel kleur voor hem steeds ondergeschikt bleef aan de lijnvoering. Hij bestudeerde nauwgezet het werk van de renaissanceschilder Rafaël vanaf 1806, toen hij lange tijd in Italië verbleef. Hier schilderde hij ook het thema dat hij nog veelvuldig zou schilderen: baadsters op de rug gezien. Bekend zijn vooral La grande Odalisque (1814) en een van zijn laatste werken: Het Turkse bad (1862).
Een leerling was de Italiaanse graveur Luigi Calamatta, die later gravures vervaardigde naar het werk van Ingres.

## Ingres door de ogen van anderen
Contemporaine schrijvers en critici schetsten een profiel van de schilder. Zoals alle bekende personen had hij voor- en tegenstanders, maar allen presenteerden hem als een komisch personage. De sterkste tegenstander was ongetwijfeld kunstcriticus Théophile Silvestre (Fossat, 1823 - Parijs, 1876). In zijn Histoire des artistes vivants français et étrangers tekent hij een uiterst vilein portret van de meester. Een fragment: “M. Ingres is een corpulente grijsaard, vijfenzeventig jaar oud, gedrongen en verlopen; met een vulgair uiterlijk dat verbazingwekkend contrasteert met de gekunstelde elegantie van zijn werken en zijn Olympische ambities; wie hem ziet langslopen, zou hem misschien houden voor een rentenier die zich uit zijn zaken heeft teruggetrokken, of voor een Spaanse pastoor in burger: een donkere huidskleur, opvliegend; zwarte, levendige, wantrouwige, toornige blik; dunne, gefronste wenkbrauwen; een smal voorhoofd dat terugwijkt tot het topje van zijn schedel, die taps toeloopt, als een kegel; kort dik haar, ooit pikzwart, nu grijs, in twee helften verdeeld, zoals bij vrouwen; grote oren, kloppende aderen op de slapen; een prominente neus, enigszins gebogen en ogenschijnlijk kort, dankzij de afstand die hem scheidt van zijn mond; gespierde hangwangen, ver vooruitstekende kin en jukbeenderen, hoekige kaak, dikke pruillippen.” Silverstre bedolf de kunstenaar onder een berg spottende opmerkingen. Vooral Ingres' starheid, bekrompenheid en hoogdravendheid werden bespot, maar ook zijn artistieke kwaliteiten werden niet gespaard.
Kunstcriticus Charles Blanc (Castres, 1813 - Parijs, 1882) was een groot bewonderaar van Ingres. Hij klonk dan ook milder: “Klein van postuur, gedrongen, onbehouwen, gespeend van elke distinctie, verenigde Ingres in zijn persoon alles wat in tegenspraak kon zijn met de elegantie van zijn gedachten en de bekoorlijkheid van zijn vrouwen. Zijn hoofd, toegerust met brede kaken en een smalle schedel, piekhaar boven een laag voorhoofd, een korte neus, enorme jukbeenderen, een grote, sensuele en strenge mond op een onmetelijke afstand van zijn neusvleugels; zijn hoofd, zoals ik al zeg, was het tegenovergestelde van mooi, het was wel heel karakteristiek en bezat een verbazende kracht, maar zijn gezicht stond meestal nors, en hoewel zijn zwarte, doordringende en onderzoekende blik wees op een man die verre van alledaags was, vertoonde die toch geen enkele neiging tot vriendelijkheid, maar verried eerder de extreme ontvankelijkheid van een schuwe geest.”

## Galerij

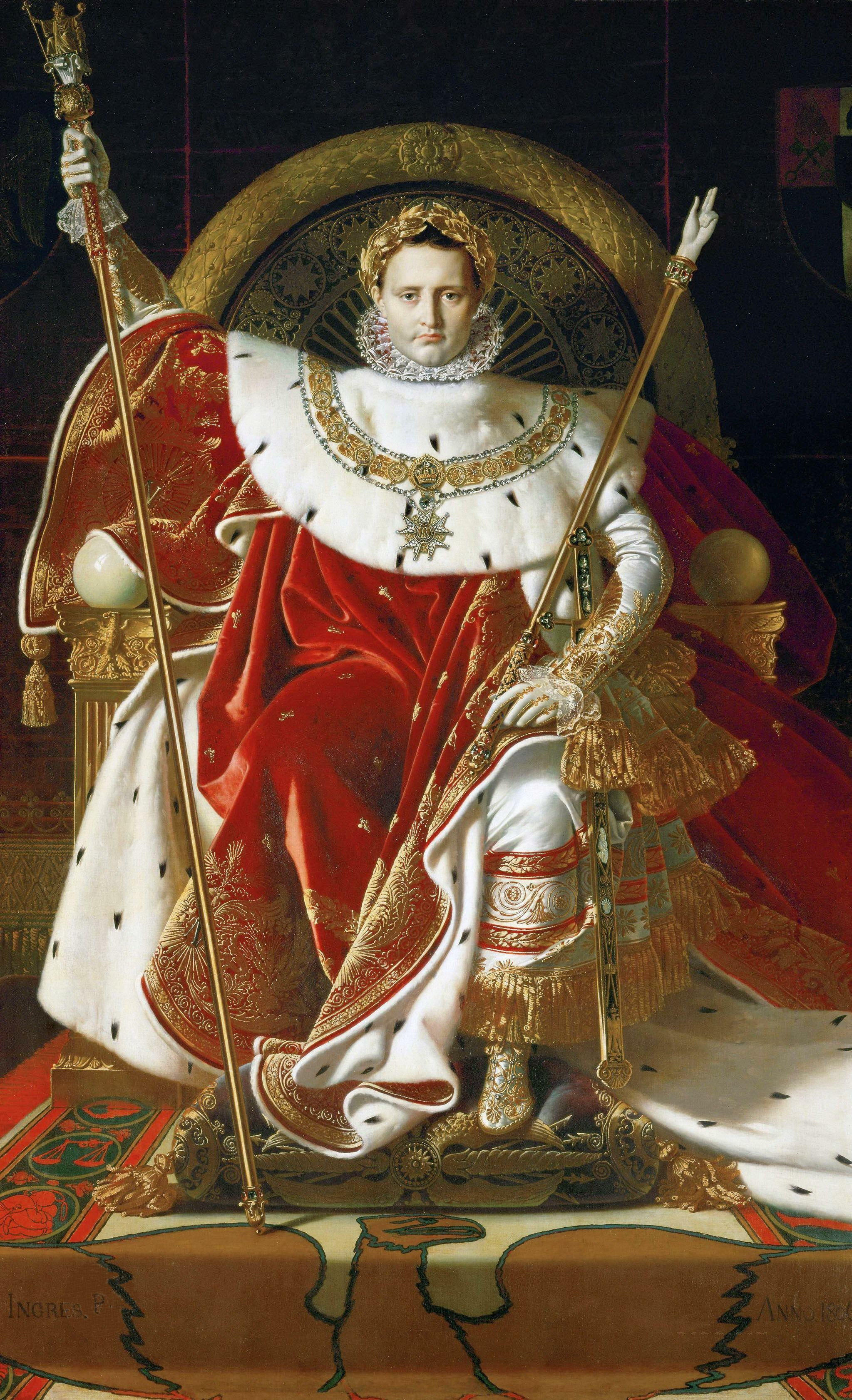
Napoleon op zijn keizerlijke troon, 1806, Musée de l'Armée, Parijs
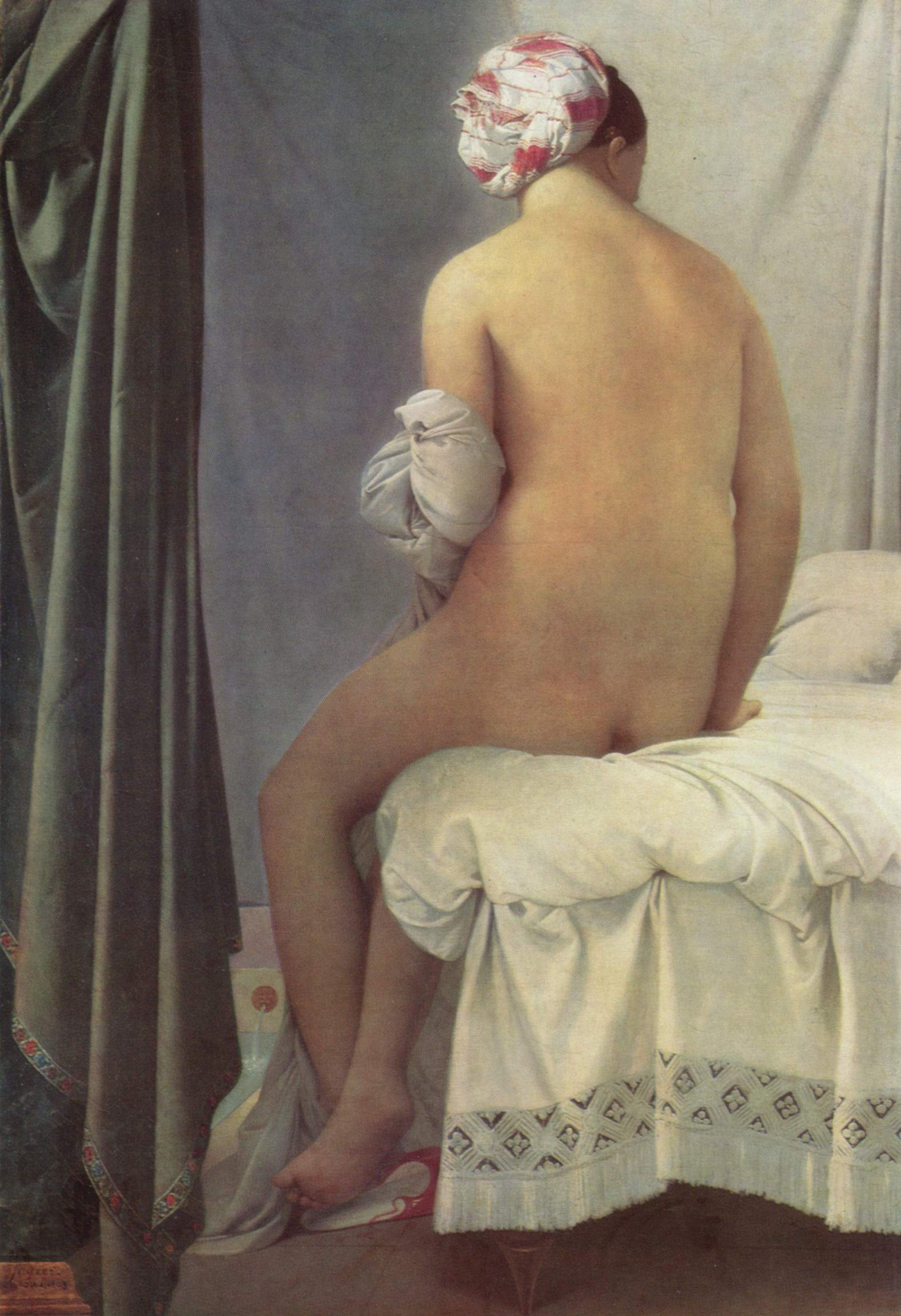
De baadster van Valpinçon, 1808, Louvre, Parijs
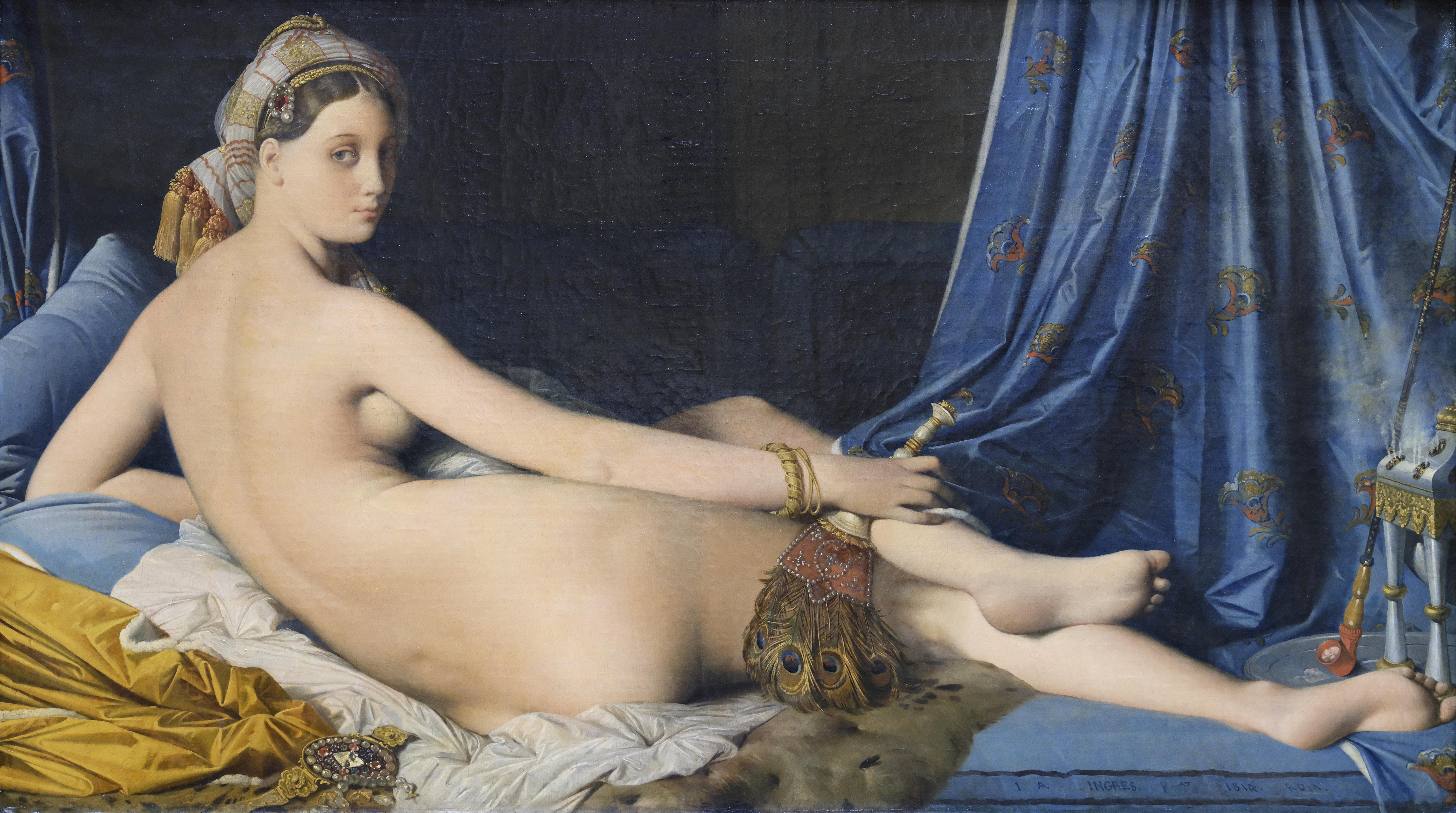
La grande odalisque, 1814, Louvre, Parijs
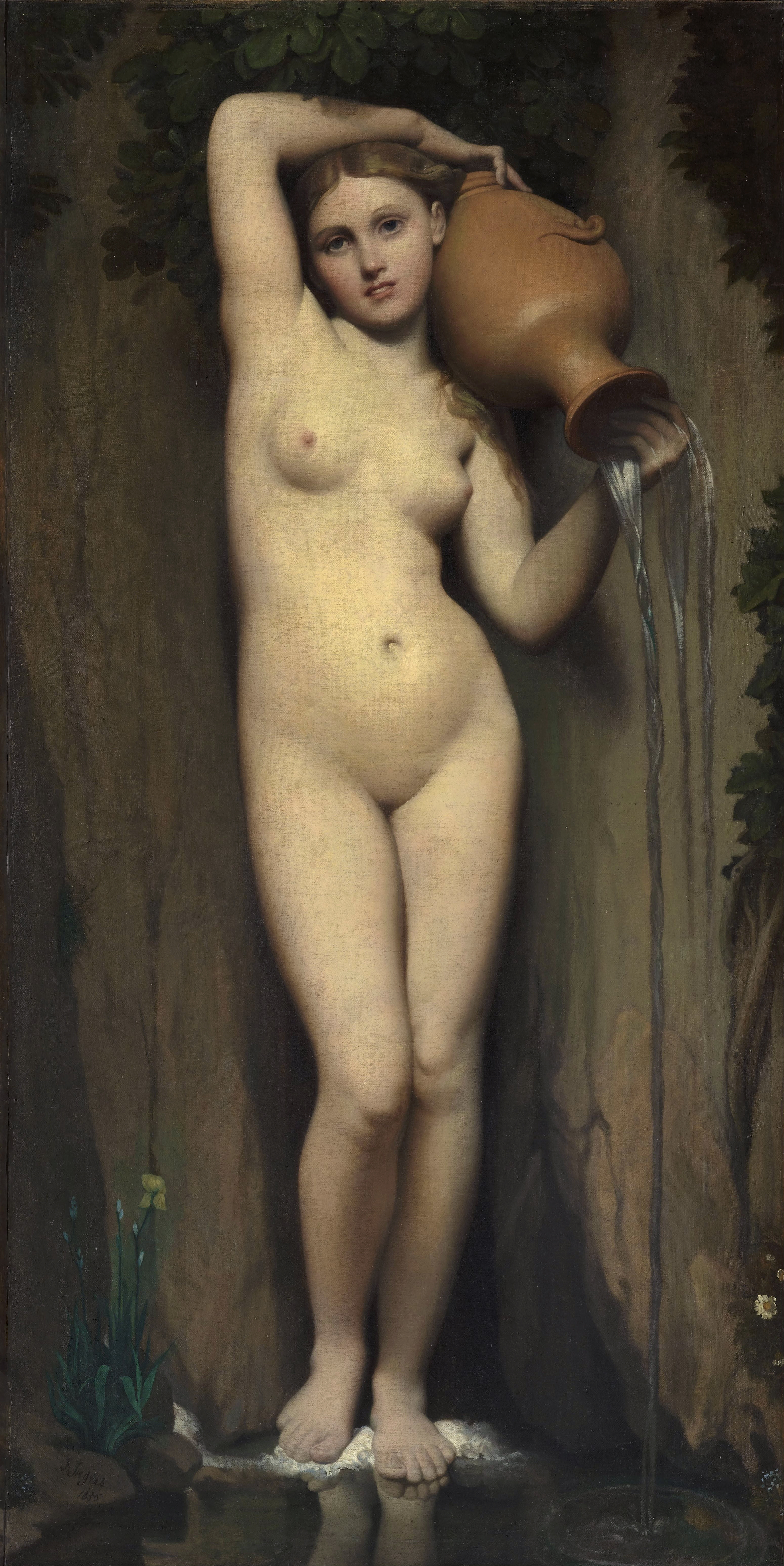
De bron, 1820-1856, Musée d'Orsay, Parijs
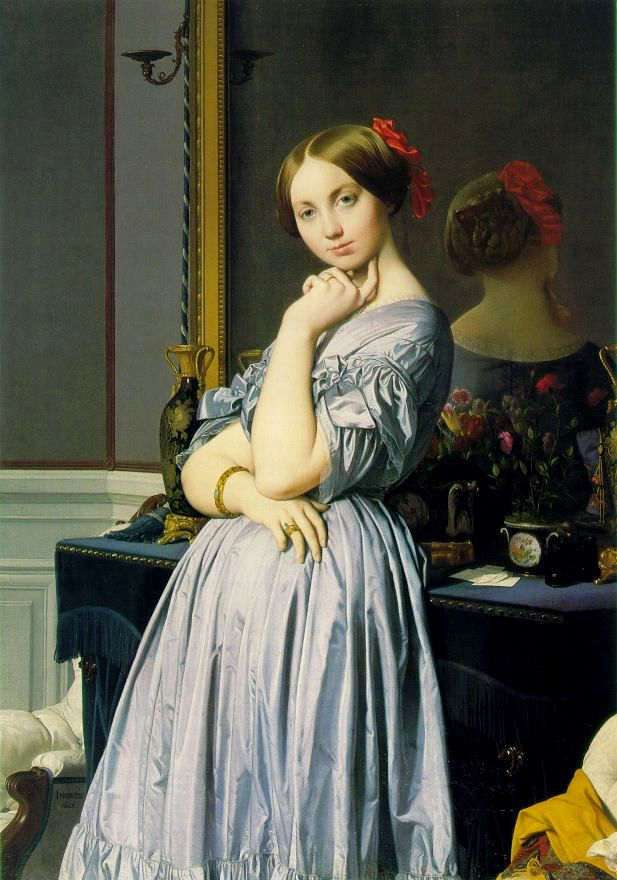
Portret van Louise de Broglie, 1845, Frick Collection, New York
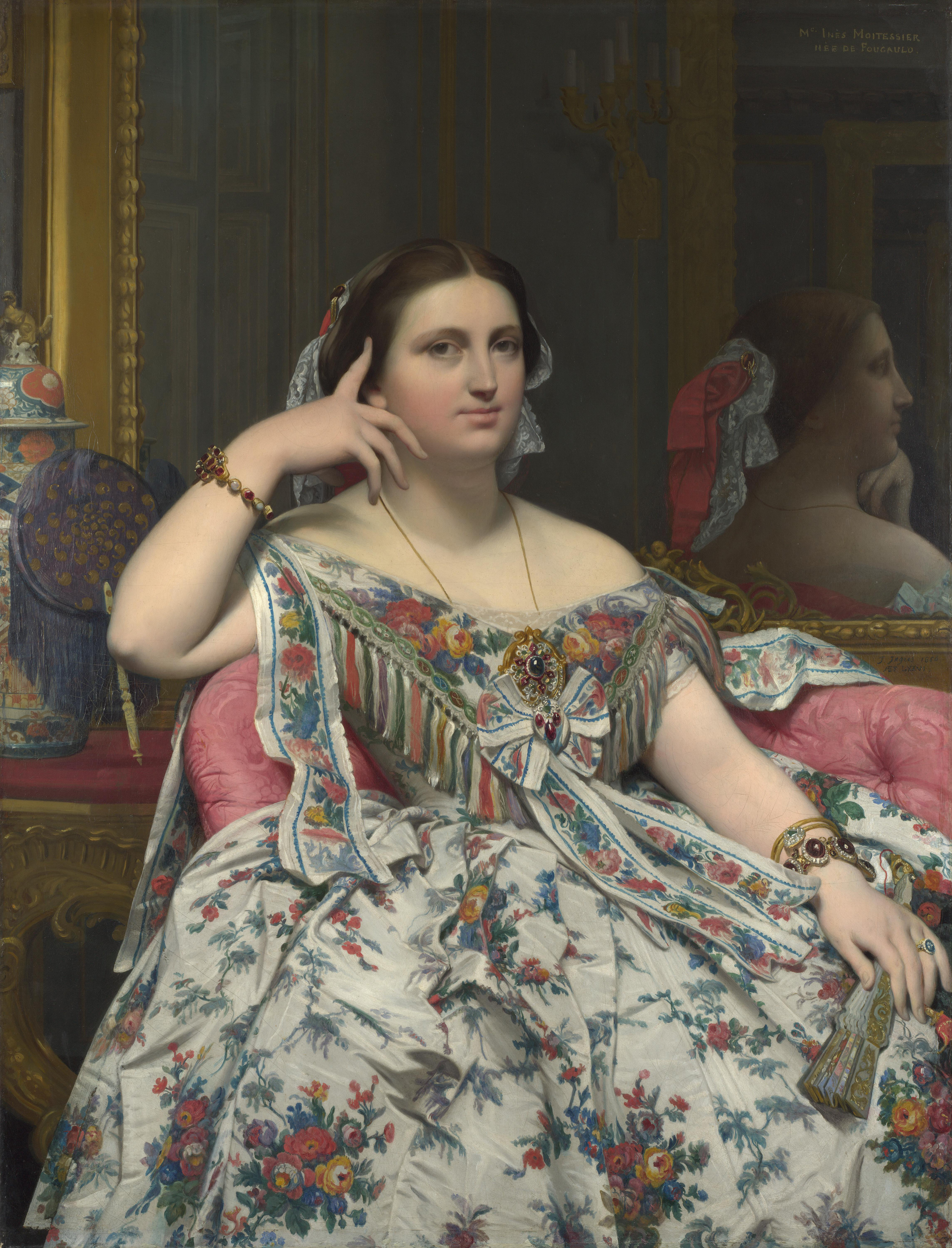
Madame Moitessier, 1856, National Gallery, Londen
Het Turkse bad, 1862, Louvre, Paris
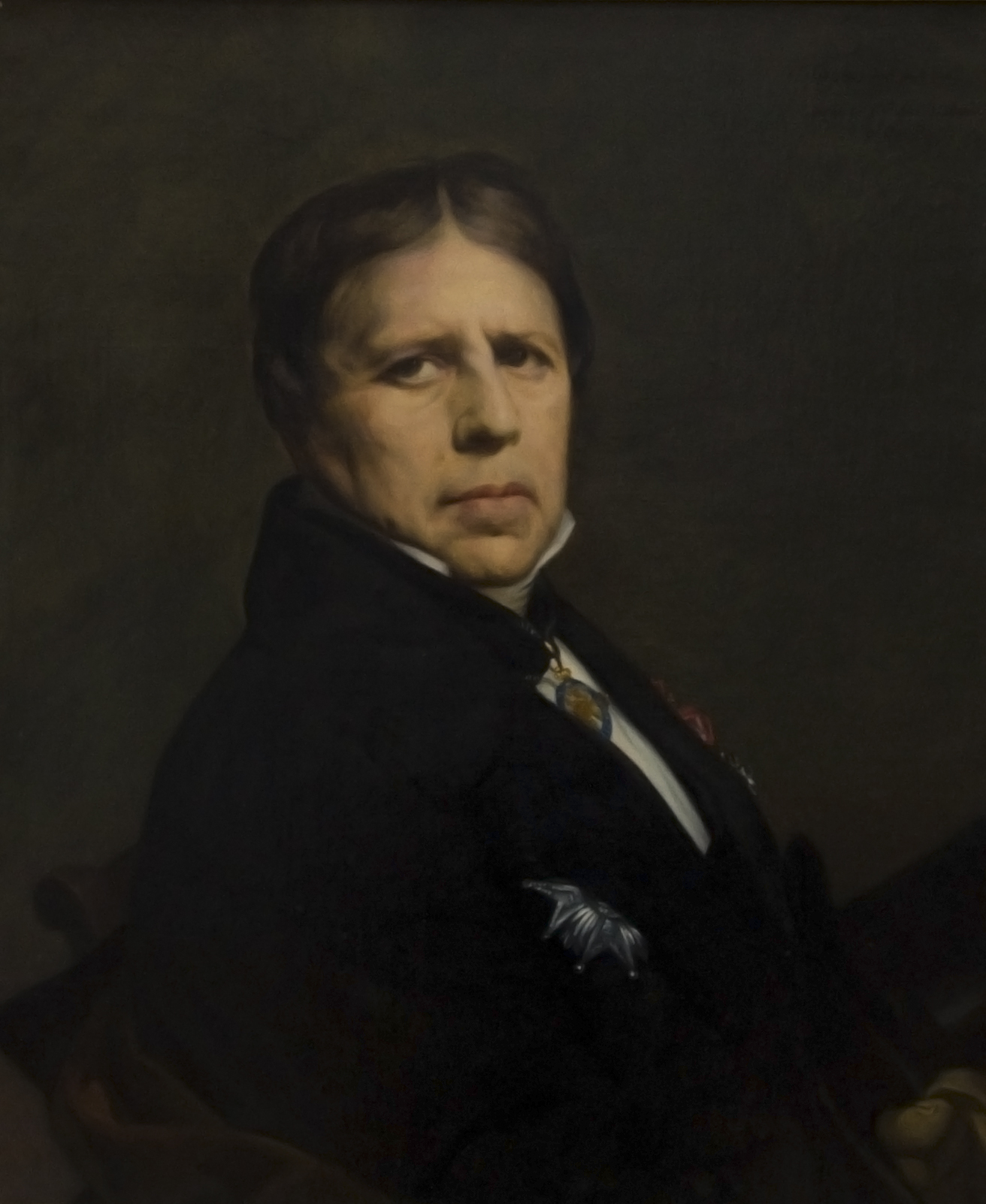
Zelfportret, 1864-5, KMSKA

## Trivia
Ingres speelde ook viool, maar het publiek had geen belangstelling voor zijn muzikale kwaliteiten. De uitdrukking "violon d'Ingres" staat in Frankrijk nog steeds voor "hobby".